# Machoc et ses évolutions
Machoc (ワンリキー, Wanriky, dans les versions originales en japonais) et ses évolutions Machopeur (ゴーリキー, Goriky) et Mackogneur (カイリキー, Kairiky) sont trois espèces de Pokémon, célèbre franchise de médias créée par Satoshi Tajiri, créateur d’une série de jeux vidéo du même nom éditée par Nintendo est qui est également exploitée sous forme d’animes, de mangas, et de jeux de cartes à collectionner. Ces deux Pokémon appartiennent à une même famille, car au fil du temps, Machoc peut évoluer en Machopeur puis en Mackogneur. 

## Création

### Étymologie
Le nom de Machoc est une combinaison de « Macho », et de « Choc ». Le nom anglais Machop vient de Macho qui veut dire Débiter et chop qui veut dire couper en rondelles. Le nom de Machopeur est une combinaison de « Macho », et de « chopeur » dans le sens enlacer. le nom anglais Machoke vient de Macho et Choke dans le sens étrangler. Le nom de Mackogneur est une combinaison de « Macho », et de « Cogneur ». Le nom anglais Machamp vient de Macho et Champion.

## Description

### Machoc
Machoc a un petit corps grisâtre, mais très robuste et il a des yeux rouges.
il est tellement fort physiquement qu'il peut soulever des humains sur ses épaules.  En plus il pratique plusieurs arts martiaux et aime muscler son corps pour pouvoir en apprendre d'autres et devenir toujours plus fort, pour battre ses adversaires en un seul coup.  

### Machopeur
Machopeur fait deux fois la taille de Machoc, mais qui est quand même beaucoup ressemblant. Avec son corps de couleur grisâtre et des yeux rouges. Sa force est devenue si grande qu'il lui faut une ceinture pour l'équilibrer et éviter qu'il devienne incontrôlable.

### Mackogneur
Les Mackogneur ont approximativement la taille d'un humain, mais ils sont plus costauds. Avec un seul de leurs bras, ils peuvent bouger une montagne.
D'ailleurs, physiquement, Mackogneur est le Pokémon le plus fort qui existe à ce jour[Quand ?], et il ne cesse d'accroitre sa puissance.

## Apparitions

### Jeux vidéo
Machoc, Machopeur et Mackogneur apparaissent dans la série de jeux vidéo Pokémon. D'abord en japonais, puis traduits en plusieurs autres langues, ces jeux ont été vendus à plus de 200 millions d'exemplaires à travers le monde. Ils font leur première apparition le 27 février 1996, dans les jeux japonais Pocket Monsters Aka (ポケットモンスター 赤, Poketto Monsutā Aka, Pocket Monsters Rouge) et Pocket Monsters Midori (ポケットモンスター 緑, Poketto Monsutā Midori, Pocket Monsters Vert) (remplacé dans les autres pays par la version Bleue).

### Série télévisée et films
La série télévisée Pokémon ainsi que les films sont des aventures séparées de la plupart des autres versions de Pokémon et mettent en scène Sacha en tant que personnage principal. Sacha et ses compagnons voyagent à travers le monde Pokémon en combattant d'autres dresseurs Pokémon.
Machoc fait plusieurs petites apparitions, notamment dans l'épisode À l'assaut des vagues quand Sacha affronte Bastien et son Machoc, le Machoc de Bastien arrive à battre le Nirondelle de Sacha mais perdra face à son Arcko. Machopeur fait une apparition dans l'épisode Un champion fort, fort! où le Machopeur de Chuck a comme adversaire le Macronium de Sacha. Il fait aussi une apparition dans l'épisode Un match trois sur trois!. Mackogneur fait une apparition dans l'épisode 63  L'arène Team-Rocket! où il arrive à battre le Carapuce de Sacha, mais il se fait battre après.

### Jeu de cartes
Le jeu de cartes Pokémon est un jeu de cartes à collectionner avec un but du jeu similaire à un match Pokémon dans la série de jeux vidéo ; les joueurs doivent utiliser des cartes (qui ont chacune leurs forces et faiblesses) dans le but de vaincre son adversaire en mettant toutes ses cartes KO. La carte Machoc a été rééditée dans l'extension Legendary Collection ainsi que dans le Set de Base 2, jamais parus en France. Elle était aussi disponible dans le deck à thème Blackout en quatre exemplaires. La carte Machopeur a été rééditée dans le Set de Base 2 ainsi que dans l'extension Legendary Collection, jamais parus en France. Cette carte était disponible dans le deck à thème Blackout en deux exemplaires. La carte Mackogneur a été rééditée dans l'extension Legendary Collection, jamais parue en France. Un Mackogneur édition 1 était également présent dans le deck Découverte.